# هنري إس. هاريس
هنري إس. هاريس (بالإنجليزية: Henry S. Harris)‏ هو محامي وسياسي أمريكي، ولد في 27 ديسمبر 1850 في الولايات المتحدة، وتوفي بنفس المكان في 2 مايو 1902. حزبياً، نشط في الحزب الديمقراطي. وقد انتخب عضو مجلس النواب الأمريكي.